# Aaron Augustus Sargent

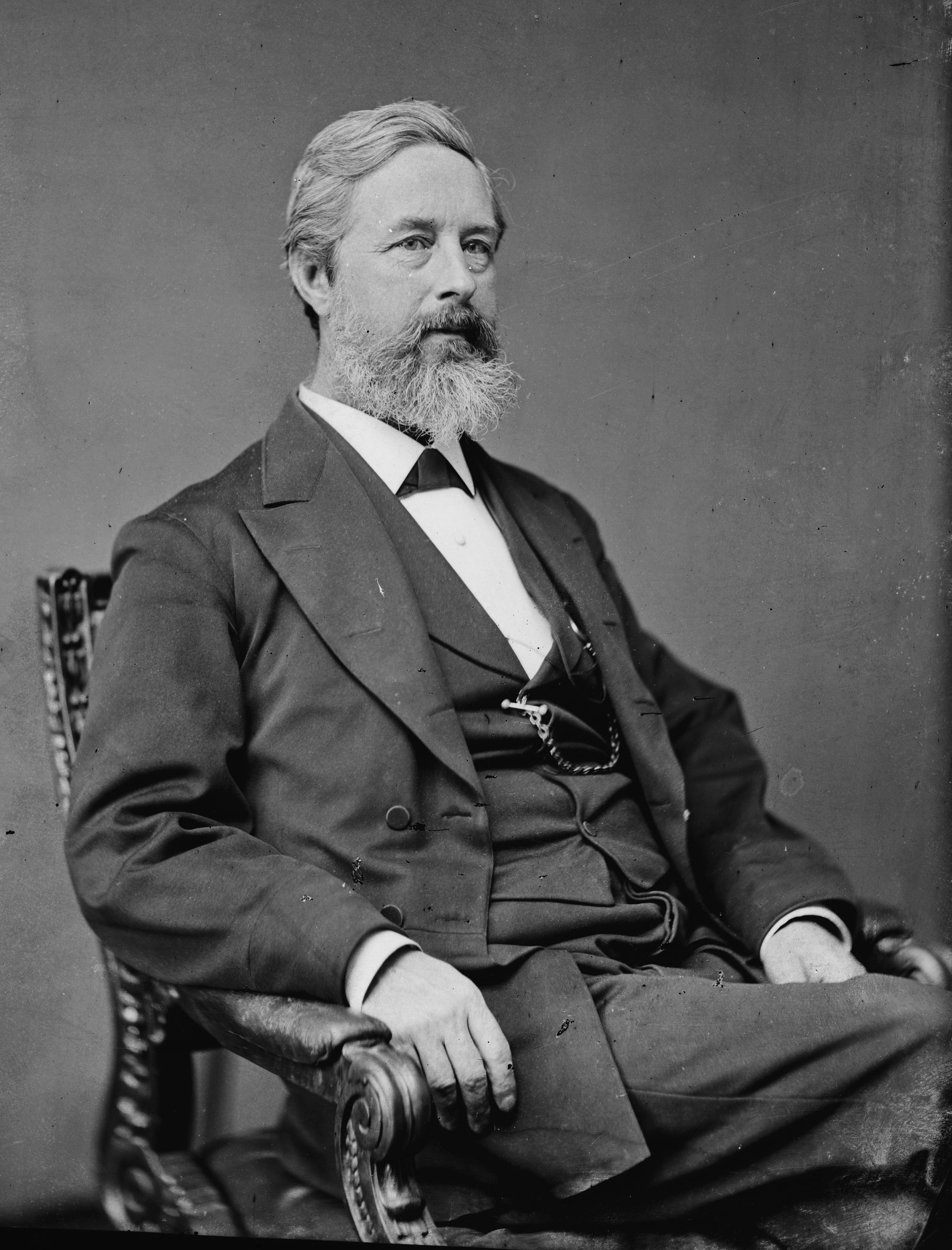
Aaron Augustus Sargent

Aaron Augustus Sargent (* 28. September 1827 in Newburyport, Massachusetts; † 14. August 1887 in San Francisco, Kalifornien) war ein US-amerikanischer Politiker (Republikanische Partei), der den Bundesstaat Kalifornien in beiden Kammern des Kongresses vertrat.

## Leben
Nach dem Besuch der öffentlichen Schulen ging Aaron Sargent bei einem Tischler in die Lehre. Danach arbeitete er als Drucker in Philadelphia, ehe er 1847 eine Anstellung als Sekretär bei einem Kongressabgeordneten in Washington, D.C. fand. Zwei Jahre darauf zog er nach Kalifornien um, wo er sich in Nevada City niederließ und Redakteur beim Nevada Daily Journal wurde; später kaufte er die Zeitung dann. Zudem wurde Sargent 1854 in die Anwaltskammer des Staates aufgenommen und begann in Nevada City zu praktizieren. 1856 wurde er Bezirksstaatsanwalt im Nevada County.

## Öffentliche Ämter
Im selben Jahr betätigte er sich als Mitglied des Senats von Kalifornien erstmals politisch. 1860 wurde er erstmals für eine zweijährige Amtsperiode ins US-Repräsentantenhaus gewählt, in das er dann 1869 für vier weitere Jahre einzog. Im Jahr 1861 war er für die erste Gesetzgebung verantwortlich, die bezüglich der Pacific Railroad im Kongress eingebracht wurde.
Von 1873 bis 1879 war Aaron Sargent dann einer der beiden US-Senatoren für Kalifornien. In dieser Zeit stand er zunächst dem Bergbauausschuss (Committee on Mines and Mining) vor, später dann dem Marineausschuss (Committee on Naval Affairs).
Im Januar 1878 brachte Sargent einen Erweiterungsentwurf zur Verfassung der Vereinigten Staaten im Senat ein, der darauf hinauslief, das Frauenwahlrecht einzuführen. Seine Ehefrau Ellen Clark Sargent war eine engagierte Frauenrechtlerin und befreundet mit Susan B. Anthony, die zu den führenden Mitgliedern der Frauenbewegung zählte. Der Entwurf wurde abgelehnt und in den folgenden 40 Jahren regelmäßig ohne Erfolg eingebracht. Erst 1920 wurde aus Sargents Entwurf in fast deckungsgleicher Form der 19. Zusatzartikel zur US-Verfassung.
Sargent kehrte nach dem Ende seiner Zeit im Senat nach Kalifornien zurück und arbeitete zunächst wieder als Anwalt in San Francisco, ehe er von 1883 bis 1885 als Botschafter der Vereinigten Staaten im deutschen Kaiserreich tätig war. Die Ernennung zum Botschafter in Russland nach dem Tod von William H. Hunt lehnte er ab; stattdessen bewarb er sich erneut um die republikanische Nominierung für einen Senatssitz, unterlag aber. Zwei Jahre später verstarb Aaron Augustus Sargent in San Francisco.